# Umm Muhammad bint Salih
Umm Muhammad bint Salih al-Miskin (arabisch أم محمد بنت صالح المسكين, DMG Umm Muḥammad bt. Ṣāliḥ al-Miskīn, geb. im 8. Jahrhundert, gest. im 9. Jahrhundert) entstammte der Abbasiden-Dynastie und war eine der Ehefrauen des legendären fünften Abbasiden-Kalifen Harun al-Raschid.

## Leben
Umm Muhammad bint Salih al-Miskin war die Tochter des Abbasiden-Prinzen Salih al-Miskin, einem Sohn des zweiten Abbasiden-Kalifen al-Mansur (714–775, reg. 754–775) mit der griechischen Sklavin Qali al-Farrascha. Ihre Mutter war Umm 'Abdallah bint Isa ibn Ali, die Eigentümerin der Residenz von Umm 'Abdallah im Bagdader Stadtteil al-Karch, wo Dattelsafthersteller ihr Geschäft betrieben.
Sie war mit dem Abbasiden-Prinzen Ibrahim ibn al-Mahdi verheiratet, der ihr Cousin war, und hatte einen Sohn namens Muhammad. Später wurde sie von ihrem Ehemann verstoßen. Im November/Dezember 803 (Dhu al-Hiddscha, 187 n.H.) heiratete sie in Raqqa den fünften Abbasiden-Kalifen Harun al-Raschid (766–809, reg. 786–809). Die Ehe blieb kinderlos.

## Rezeption
In der klassisch-arabischen Literatur wird Umm Muhammad bint Salih unter anderem in al-Tabaris (839–923) monumentalen Geschichtswerk Taʾrīḫ aṭ-Ṭabarī – Taʾrīḫ ar-Rusūl wa-l-Mulūk erwähnt.